# Faster
Pour plus de détails, voir Fiche technique et Distribution.
Faster ou Vitesse Extrême au Québec est un film d'action américain réalisé par George Tillman Jr., sorti en 2010.

## Synopsis
Un homme, le Conducteur, sort de prison après avoir purgé une peine de dix ans pour un braquage qui s'est terminé par la mort de son frère Gary, assassiné par des tueurs. Redevenu un homme libre, le Conducteur part au volant de sa Chevrolet SS Chevelle, armé d'un revolver, pour traquer les responsables du meurtre de son frère. Mais il se retrouve poursuivi par deux hommes : le premier est un vétéran de la police ayant une addiction à la drogue et près de la retraite alors que le second est un jeune tueur à gages égocentrique engagé pour éliminer le Conducteur.

## Fiche technique
- Titre original : Faster
- Titre français : Faster
- Titre québécois : Vitesse extrême
- Réalisation : George Tillman Jr.
- Scénario : Tony Gayton et Joe Gayton
- Production : Tony Gayton, Liz Glotzer, Martin Shafer et Robert Teitel
- Direction artistique : Andrew Murdock
- Décors : David Lazan
- Costumes : Salvador Pérez Jr.
- Photo : Michael Grady
- Montage : Dirk Westervelt
- Musique : Clint Mansell
- Distribution :  CBS Films
- Budget : 24 000 000 $
- Pays de production :  États-Unis
- Langue : anglais
- Dates de sortie : 
  - États-Unis et Canada : 24 novembre 2010
  - Belgique : 16 février 2011
  - France : 2 mars 2011

## Distribution
- Dwayne Johnson (VF : Guillaume Orsat ; VQ : Marc-André Bélanger) : James Cullen, dit le « Conducteur »
- Billy Bob Thornton (VF : Gabriel Le Doze ; VQ : Éric Gaudry) : Slade Humphries, dit le « Flic »
- Oliver Jackson-Cohen (VF : Adrien Antoine ; VQ : Alexis Lefebvre) : le tueur
- Carla Gugino (VF : Julie Dumas ; VQ : Camille Cyr-Desmarais) : Cicero, la collègue de Slade
- Xander Berkeley (VF : Max André) : le sergent Mallory
- Maggie Grace (VF : Laura Préjean ; VQ : Karine Vanasse) : Lily, la petite amie du tueur
- Moon Bloodgood (VF : Marie Zidi) : Marina, la femme de Slade et ex-petite amie de Gary
- Mike Epps (VF : Jean-Baptiste Anoumon) :VQ : Sylvain Hétu) Roy Grone
- Jennifer Carpenter (VF : Stéphanie Hédin) : Nan Porterman, l'ex-petite amie de James
- Tom Berenger (VF : Jacques Frantz) : le directeur de la prison
- Adewale Akinnuoye-Agbaje (VF: Frantz Confiac ; VQ : Bernard Fortin) : l'évangéliste
- Matt Gerald (VF : Loïc Houdré) : Gary Cullen, le frère de James
- Lester Speight (VF : Gilles Morvan ; VQ : Stéphane Rivard) : Baphomet
- Annie Corley : la mère

Sources et légendes : version française (VF) sur RS Doublage et sur le carton du doublage français du DVD zone 2 ; version québécoise (VQ) sur Doublage.qc.ca

## Réception
Faster a obtenu des critiques mitigées de la part de la presse anglophone. Sur le site Rotten Tomatoes, le film obtient 45 % d'avis favorables, avec une note moyenne de 5⁄10 et sur le site Metacritic, le film obtient 44⁄100.
Sur le site Internet Movie Database, Faster obtient la note de 6.6⁄10, basé sur 10 584 votes des spectateurs.

## Autour du film
- Les noms de certains personnages, dont celui des trois principaux, n'est pas révélé durant tout le film (seulement dans les papiers officiels, mais avec un œil très attentif). C'est un hommage évident au film The Driver de Walter Hill où aucun personnage n'est baptisé.
- Phil Joanou était initialement pressenti pour réaliser le film.
- Salma Hayek devait incarner Cicero, mais s'est désistée une semaine avant les prises de vue.
- Oliver Jackson-Cohen, qui incarne le Tueur, tourne avec Faster son second film après Trop loin pour toi [6].
- Le film s'est inspiré du scandale Rampart comme on peut le lire sur la feuille d'information confidentiel que reçoit Cicero concernant le nom de l'agent de liaison des indics éliminés au cours de l'enquête. On peut lire en haut de cette fiche : Los Angeles police Rampart division-C.R.A.S.H, nom de la fameuse unité antigang à l'origine de la corruption généralisée dans la division et qui précipita à sa chute par la même occasion.